# Lothar Fritsch
Lothar Fritsch (* 19. Juni 1871 in Ratibor; † 5. Oktober 1951 in Schlehdorf) war ein deutscher General der Infanterie sowie SS-Gruppenführer.

## Leben
Fritsch trat am 27. Februar 1890 als Fahnenjunker in das 4. Niederschlesische Infanterie-Regiment Nr. 51 der Preußischen Armee ein. Nach seiner Beförderung zum Sekondeleutnant am 22. August 1891 wurde er als Kompanieoffizier verwendet sowie zur Dienstleistung in das Schlesische Pionier-Bataillon Nr. 6 und ab 1. September 1899 als Adjutant zum Bezirkskommando Wohlau kommandiert. Mit der Beförderung zum Oberleutnant folgte am 16. November 1899 seine Versetzung in das Kulmer Infanterie-Regiment Nr. 141, wo Fritsch die kommenden Jahre Dienst in der 5. Kompanie versah. Vom 16. Oktober 1904 bis 17. Mai 1907 war er Adjutant bei der Kommandantur des Truppenübungsplatz Gruppe. Anschließend zum Hauptmann befördert und in das Kulmer Infanterie-Regiment Nr. 141 rückversetzt, wurde er als Chef der 7. und später der 1. Kompanie verwendet. Am 22. März 1913 versetzte man Fritsch nach Goldap in das Infanterie-Regiment „Graf Dönhoff“ (7. Ostpreußisches) Nr. 44, wo er das Kommando über die 8. Kompanie erhielt. Anlässlich des 25-jährigen Regierungsjubiläums von Wilhelm II. wurde Fritsch für seine Leistungen in der Truppenführung im Juni 1913 mit dem Roten Adlerorden IV. Klasse ausgezeichnet.

### Erster Weltkrieg
Mit dem Ausbruch des Ersten Weltkriegs setzte man sein Regiment im Grenzschutz in Ostpreußen ein. Bei einem Gefecht mit russischen Truppen bei Mierunsken wurde Fritsch am 11. August 1914 schwer verwundet. Während seines Lazarettaufenthaltes am 19. August 1914 zum Major befördert, übernahm er nach seiner Gesundung am 20. Oktober 1914 das II. Bataillon. Im November kämpfte Fritsch bei Tolmingkehmen und Gawaiten, wo er ein weiteres Mal verwundet wurde, jedoch bei der Truppe verblieb. Während der Kämpfe auf der Linie Gumbinnen-Lötzen war Fritsch ab 15. November 1914 für zwei Wochen mit der Führung seines Regiments beauftragt. Im Februar 1915 kämpfte Fritsch mit seinem Verband in der Winterschlacht in Masuren und anschließend bei der Armeeabteilung „Gallwitz“ in Nordpolen. Bei Ziomek geriet fast sein gesamter Stab in russische Gefangenschaft. Lediglich Fritsch und ein Ordonnanzoffizier konnten sich der Gefangennahme entziehen. Beim darauf eingeleiteten Gegenangriff wurde das Dorf zurückerobert und dabei vier russische Offiziere sowie 93 Mann als Kriegsgefangene eingebracht. Fritsch wurde während dieser Kämpfe ein drittes Mal verwundet. In den anschließenden Stellungskämpfen zwischen Omulew und Orzyc erneut verwundet, musste Fritsch sein Kommando abgeben und war nach längerem Lazarettaufenthalt erst im Januar 1916 wieder dienstfähig. Anfang Februar übernahm er sein Bataillon, musste dieses jedoch kurz darauf abgeben, da seine alte Verwundung wieder aufgebrochen war. Mitte April 1916 kam er dann zum Ersatz-Bataillon seines Regiments und nach seiner vollständigen Gesundung versetzte man ihn Ende Juli 1916 als Kommandeur des III. Bataillons zum 6. Pommerschen Infanterie-Regiment Nr. 49. Das Regiment lag zu diesem Zeitpunkt an der Westfront vor Verdun in schweren Kämpfen. Zugleich war Fritsch ab Mitte August 1916 mehrfach mit der Führung des Regiments beauftragt. Am 7. Februar 1917 wurde er schließlich zum Kommandeur des Infanterie-Regiments Nr. 357 ernannt. Bei der 199. Infanterie-Division nahm er an den Stellungskämpfen an der Somme, der Frühjahresschlacht bei Arras sowie ab Anfang Juni 1917 an der Schlacht in Flandern teil. Bei den Kämpfen nördlich von Passendale erlitt Fritsch durch einen Granatsplitter am Kopf seine fünfte Verwundung. Er verblieb beim Reserve-Bataillon und übernahm am 10. Dezember wieder das Regiment. Nach Stellungskämpfen in Flandern nahm sein Regiment Ende März 1918 in zweiter Linie an der Deutschen Frühjahresoffensive teil. Für die Erstürmung des Marrières-Waldes und der Höhen von Maurepas wurde Fritsch am 6. Mai 1918 die höchste preußische Tapferkeitsauszeichnung, der Orden Pour le Mérite verliehen.
Nach seiner sechsten Verwundung, die er im Juli 1918 westlich von Reims durch einen Granatsplitter am rechten Knie erlitten hatte, erhielt er das Verwundetenabzeichen in Gold. Nach dreiwöchigen Aufenthalt im Feldlazarett Rethel übernahm er sein Regiment während der Stellungskämpfe an der Vesle wieder. In den letzten Kriegsmonaten stand Fritsch mit seinem Verband in permanenten Abwehrkämpfen, u. a. in der Champagne und östlich der Aisne bei Vouziers.

### Weimarer Republik
Nach dem Waffenstillstand von Compiègne marschierte Fritsch mit den Resten seines Regiments in die Heimat zurück. In Deutsch Krone erfolgte ab Anfang Januar 1919 über die Abwicklungsstelle des Infanterie-Regiments „Prinz Moritz von Anhalt-Dessau“ (5. Pommersches) Nr. 42 die Demobilisierung und anschließende Auflösung des Verbandes. Fritsch schloss sich daraufhin als Bataillonskommandeur dem im Grenzschutz Oberschlesien tätigen Freiwilligen-Infanterie-Regiment Nr. 450 der 117. Infanterie-Division an. Mit der Bildung der Vorläufigen Reichswehr ging sein Bataillon im Reichswehr-Infanterie-Regiment 64 auf. Fritsch blieb weiterhin als Bataillonskommandeur tätig, wurde dann in das Reichswehr-Infanterie-Regiment 16 versetzt und am 30. November 1920 mit Rangdienstalter vom 1. Oktober 1920 zum Oberstleutnant befördert. Das von ihm befehligte Bataillon ging im Infanterie-Regiment 3 auf und Fritsch war bis 31. März 1921 als Stabsoffizier beim Regimentsstab tätig. Anschließend war er bis Ende 1921 Kommandant von Marienburg und kehrte mit der Beförderung zum Oberst am 1. Januar 1922 zum 3. Infanterie-Regiment zurück. Zum 1. April 1923 folgte seine Versetzung nach Schweidnitz, wo Fritsch das Kommando über das 7. (Preußisches) Infanterie-Regiment übernahm. In dieser Stellung am 1. November 1926 zum Generalmajor befördert, wurde er am 1. April 1927 zum Infanterieführer VI in Hannover ernannt. Am 31. Januar 1929 wurde Fritsch unter Verleihung des Charakters als Generalleutnant aus dem aktiven Dienst verabschiedet.

### Nationalsozialismus
Nach seiner Verabschiedung war Fritsch als Präsident des Hannoverschen Provinzial-Kriegerverbandes tätig und wurde später Gaukriegerführer des Gaukriegerverbandes „Nordwest“. Bereits am 1. Juli 1938 zur Verfügung des Heeres der Wehrmacht gestellt, blieb er jedoch ohne Mobilmachungsverwendung. Fritsch erhielt am 27. August 1939, dem sogenannten Tannenbergtag, den Charakter als General der Infanterie verliehen. Seine z.V.-Stellung wurde am 30. April 1943 aufgehoben.
Zum 1. Mai 1937 trat er der NSDAP bei (Mitgliedsnummer 4.060.819). Zum 20. April 1937 schloss er sich der SS an (SS-Nummer 279.973) und wurde am 20. April 1940 zum SS-Brigadeführer und am 9. November 1942 zum SS-Gruppenführer befördert. Ab 30. Januar 1942 gehörte er zum Stab des SS-Oberabschnitts „Nordsee“ und ab 9. November 1944 zum Stab des SS-Oberabschnitts „Süd“.